# Аржанвьер
Аржанвье́р (фр. Argenvières) — коммуна во Франции, находится в регионе Центр. Департамент — Шер. Входит в состав кантона Сансерг. Округ коммуны — Бурж.
Код INSEE коммуны — 18012.

## География

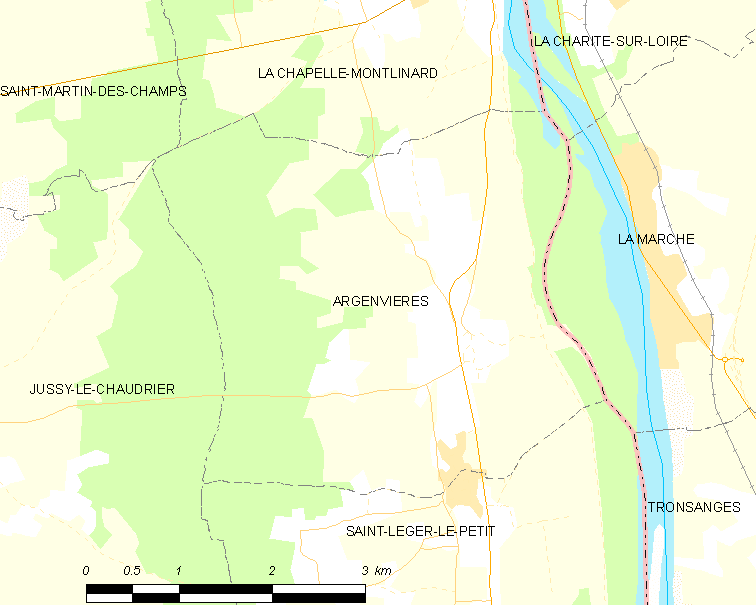
Карта коммуны

Коммуна расположена приблизительно в 200 км к югу от Парижа, в 120 км юго-восточнее Орлеана, в 50 км к востоку от Буржа.
По территории коммуны протекает река Луара и проходит Боковой канал Луары.

## Население
Население коммуны на 2008 год составляло 458 человек.
| 1962 | 1968 | 1975 | 1982 | 1990 | 1999 | 2008 |
| ---- | ---- | ---- | ---- | ---- | ---- | ---- |
| 357  | 403  | 401  | 402  | 395  | 435  | 458  |

## Администрация
| Период | Период | Фамилия         | Партия | Примечания |
| ------ | ------ | --------------- | ------ | ---------- |
| 2001   | 2008   | Робер Трузье    |        |            |
| 2008   | 2014   | Жан-Клод Моплен |        |            |

## Экономика
В 2007 году среди 281 человека в трудоспособном возрасте (15-64 лет) 181 были экономически активными, 100 — неактивными (показатель активности — 64,4 %, в 1999 году было 67,6 %). Из 181 активных работали 163 человека (85 мужчин и 78 женщин), безработных было 18 (9 мужчин и 9 женщин). Среди 100 неактивных 25 человек были учениками или студентами, 42 — пенсионерами, 33 были неактивными по другим причинам.

## Достопримечательности
- Церковь Сен-Мартен (XVII век)
- Замок Рош (XIV век)
- Замок Шарней (XVI век)